# Stefano Oxilia
Stefano Oxilia (Savona, 9 maggio 1904 – Savona, 5 ottobre 1956) è stato un calciatore italiano, di ruolo attaccante.

## Caratteristiche tecniche
Giocava come ala.

## Carriera

### Club
Iniziò a giocare a calcio nelle giovanili del Savona, squadra della città in cui era nato e in cui si diplomò nel 1925. Debuttò tra i titolari nella Prima Divisione 1922-1923, nel corso della quale scese in campo 6 volte. Nel 1923-1924 giocò 11 gare, nel 1924-1925 14 gare e nella Seconda Divisione 1925-1926 giocò tutte le 20 gare del torneo, segnando 3 reti. Le ultime due stagioni al Savona lo videro giocare 18 presenze con 3 reti in entrambi i tornei (1926-1927 e 1927-1928).
Nell'estate 1928 Oxilia si aggregò al Modena, club con il quale giocò la Divisione Nazionale 1928-1929. Debuttò nella massima serie italiana il 30 settembre 1928 nella gara contro l'Bari, giocando da ala destra. Collezionò 25 presenze nel torneo, andando a segno 2 volte, contro il Prato e il Livorno.